# 프레이저 클라크
프레이저 에드워드 클라크(영어: Frazer Edward Clarke, 1991년 9월 7일~)는 잉글랜드의 권투 선수이다. 2020년 하계 올림픽 남자 슈퍼헤비급에서 동메달을 획득했다.